# 셰이 스타디움
셰이 스타디움(Shea Stadium)은 뉴욕 퀸스 플러싱 메도스 코로나 파크 북쪽에 있던 야구장이다. MLB 뉴욕 메츠의 옛 홈구장이며, 1974년부터 1975년까지 뉴욕 양키스가 임시 홈구장으로 사용했지만, 이것은 양키 스타디움 보수 공사에 따른 것이다. 구장 명칭은 구단 유치에 큰 공을 세운 윌리엄 셰이 변호사의 이름을 딴 것이다. 시티 필드로 이전 후 철거되어 주차장이 들어섰다.

## 역사
1958년 다저스와 자이언츠가 뉴욕을 떠나자, 뉴욕 시민들의 허탈감은 대단했다. 이에 변호사 윌리엄 알프레드 셰이는 뉴욕에 제2의 구단을 유치하기로 결심했다. 신시내티 레즈 · 피츠버그 파이어리츠 · 필라델피아 필리스 중 한 구단을 끌어오려는 계획이 실패로 돌아가자, 셰이는 브랜치 리키와 함께 제3의 메이저리그인 컨티넨탈 리그의 창설을 도모했다. 이에 내셔널리그는 1961년 뉴욕 메츠와 휴스턴 애스트로스의 리그 참가를 승인하며 경쟁 리그의 출범을 막았다.
1962년부터 리그에 참가한 메츠는 뉴욕 자이언츠의 홈구장이었던 폴로 그라운드를 사용했다. 메츠는 폴로 그라운드에서 1시즌을 보낼 계획이었지만 새 구장의 공사가 지연되면서 1년을 더 있어야만 했다.  마침내 1964년 4월, 총공사비 2850만 달러 · 공사기간 29개월이 소요된 셰이 스타디움이 웅장한 모습을 드러냈다. 당초의 이름은 플러싱 미도우 파크였지만, 윌리엄 셰이의 업적을 기려 셰이 스타디움으로 명명됐다.